# Volkswagen Group New Small Family
Volkswagen Group New Small Family (NSF) (также известная как Typ AA или PQ12) — автомобильная платформа немецкого автоконцерна Volkswagen Group для ультракомпактных городских автомобилей. Выпуск платформы начат в конце 2011 года.
Концепт-кары были продемонстрированы в 2007 году на Франкфуртском и Токийском автосалонах. Концепт-кары имели заднемоторную компоновку, однако, согласно СМИ, серийные автомобили на платформе NSF имеют переднемоторную компоновку в целях снижения инвестиционных затрат.
На платформе NSF выпускаются трёх- или пятидверные хетчбэки. Планировался выпуск гибридного автомобиля на платформе NSF, однако он не был осуществлён.
Сборка автомобилей на платформе NSF организована в Словакии на заводе группы Devínska Nová Ves недалеко от Братиславы. Компания Volkswagen Group планировала инвестировать 308 миллионов евро в подготовку завода к проекту.

## Автомобили на платформе NSF
- Volkswagen up!
- SEAT Mii
- Škoda Citigo
- Volkswagen Taigun (2016)[6]

- Volkswagen up!
- SEAT Mii
- Škoda Citigo